# Polizia locale di Milano
Il Corpo di polizia locale di Milano (dal 1860 al 1920 Pubblica sorveglianza urbana; dal 1920 al 1959 Corpo metropolitano di pubblica sicurezza; dal 1959 al 1979 Corpo di vigilanza urbana; dal 1979 al 2003 Corpo di polizia locale di Milano), è il servizio di polizia locale del comune di Milano. Gli agenti sono soprannominati ghisa probabilmente per via della somiglianza del casco alla stufa di ghisa.

## Storia
Il corpo di Polizia locale nasce il 4 ottobre 1860. Da Sorveglianza Urbana a Vigili Urbani passando per Polizia Municipale fino a Polizia Locale.

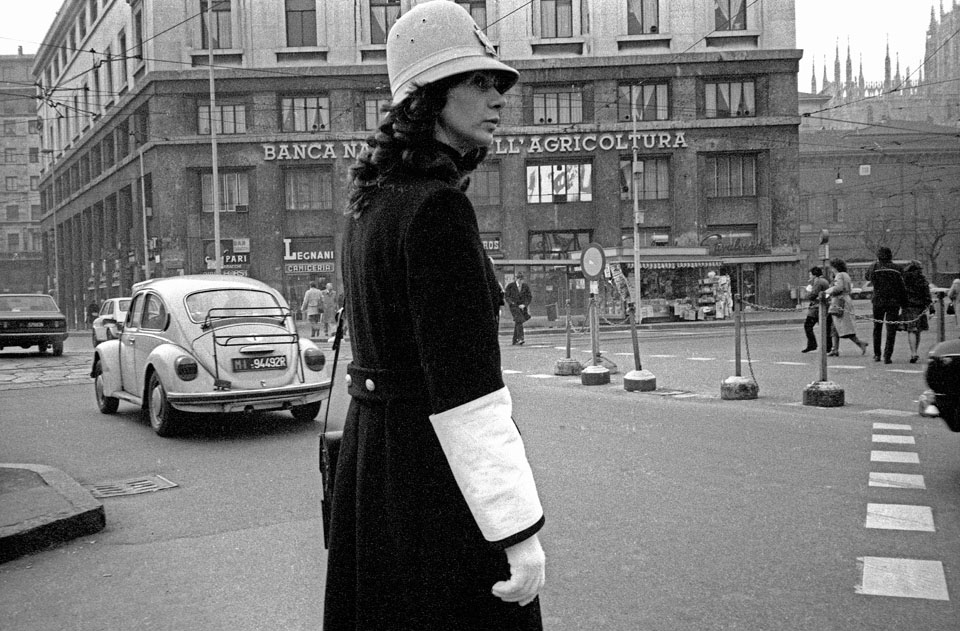
Vigilessa di Milano nel 1983

### Dalla seconda guerra mondiale ai giorni nostri
Nel 1939 scoppia la seconda guerra mondiale, si articolano maggiormente le funzioni ed aumentano le mansioni e le ore di copertura del servizio.
I vigili urbani di Milano sono impiegati per la protezione antiaerea.
I servizi più importanti, in fase di allarme aereo, sono la fermata del traffico e lo sgombero degli incroci, lo sfollamento dei passanti nei rifugi e la segnalazione sussidiaria dell’allarme a mezzo sidecar, muniti di sirena azionata manualmente.
Nel 1951 il corpo interviene nei soccorsi alle popolazioni colpite dalle inondazioni del Polesine.
Nel 1959 il consiglio comunale vota la riforma della vigilanza urbana: il comando centrale viene sistemato all’interno del vecchio palazzo del tribunale in via Beccaria al n° 19, il corpo è composto da millecinquecentonovantasei agenti e ventidue ufficiali, un  comandante, un vice comandante, tre dirigenti di settore, quindici dirigenti di zona, dieci ispettori, 30 capi drappello.
Da allora il corpo mantiene inalterata gran parte delle sue caratteristiche, anche se vi sono alcuni cambiamenti come l’accesso, alla fine degli anni ’70, delle donne, la modifica del nome da vigili urbani a polizia municipale e da quest’ultimo all’attuale, polizia locale.

## Struttura

### Comando centrale
Il comando centrale organizza, coordina, controlla e supporta le attività del corpo ottemperando alle direttive del comandante e dell'assessore alla sicurezza.
Gestisce un'aliquota di personale inquadrata nell'UCI (Unità centrale informativa).
È situato in piazza Cesare Beccaria, all'interno del palazzo del Capitano di Giustizia.

### Comandi decentrati
L'organizzazione territoriale è strutturata in 9 zone. Gli uffici di zona espletano l'attività polizia stradale, polizia amministrativa, polizia urbana, polizia edilizia, ambientale e giudiziaria all'interno delle 9 circoscrizioni comunali di riferimento che sono così individuate:
- Zona 1 - " Duomo";
- Zona 2 - "Porta Venezia";
- Zona 3 - "Città Studi";
- Zona 4 - "Vigentina";
- Zona 5 - "Ticinese";
- Zona 6 - "Navigli";
- Zona 7 - "Magenta";
- Zona 8 - "Sempione";
- Zona 9 - "Garibaldi".

## Unità specialistiche

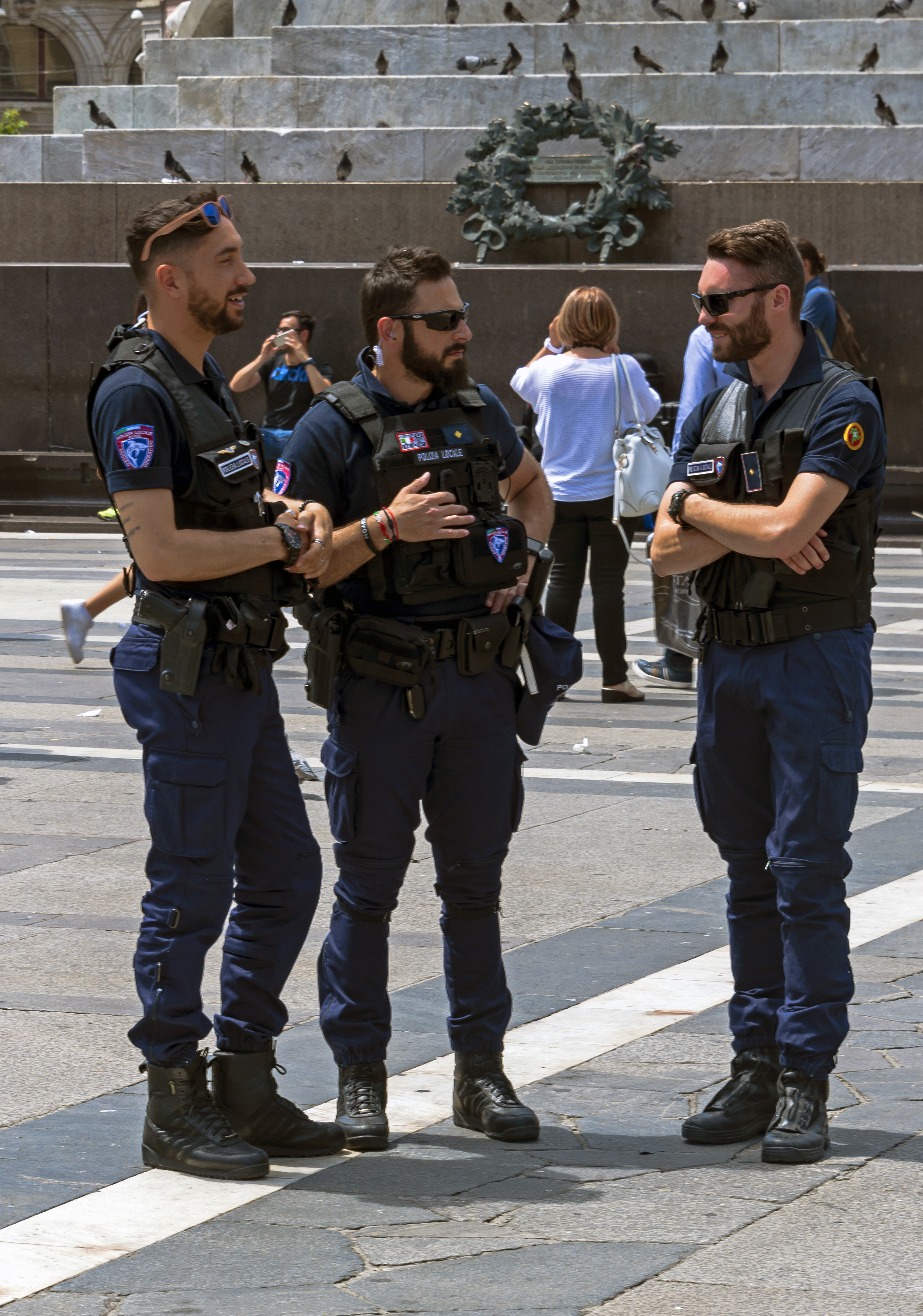
Tre agenti della Polizia municipale in servizio di pubblica sicurezza in piazza del Duomo.

Sono presenti un reparto e diverse unità che operano sull'intero territorio cittadino (reparto radiomobile, unità specialistiche).
Il reparto radiomobile si occupa principalmente di pronto intervento su richiesta della centrale operativa e di controllo del territorio. Svolge principalmente compiti di pubblica sicurezza e polizia stradale (rilievi in occasione di sinistri, prevenzione e repressione di comportamenti illeciti in materia di Codice della strada) ma anche supporto ai vari gruppi e nuclei specialistici.
Le unità specialistiche dipendono dal SIO (Servizio informativo operativo) e svolgono principalmente le mansioni affidate ad ogni singolo nucleo:
- nucleo tutela trasporto pubblico
- unità problemi del territorio
- unità contrasto reati predatori
- unità annonaria commerciale
- unità antiabusivismo/nucleo operativo
- unità contrasto stupefacenti
- squadra interventi speciali
- unità analisi scientifiche.
- nucleo tutela donne e minori
- nucleo sommozzatori